# Michael Andretti

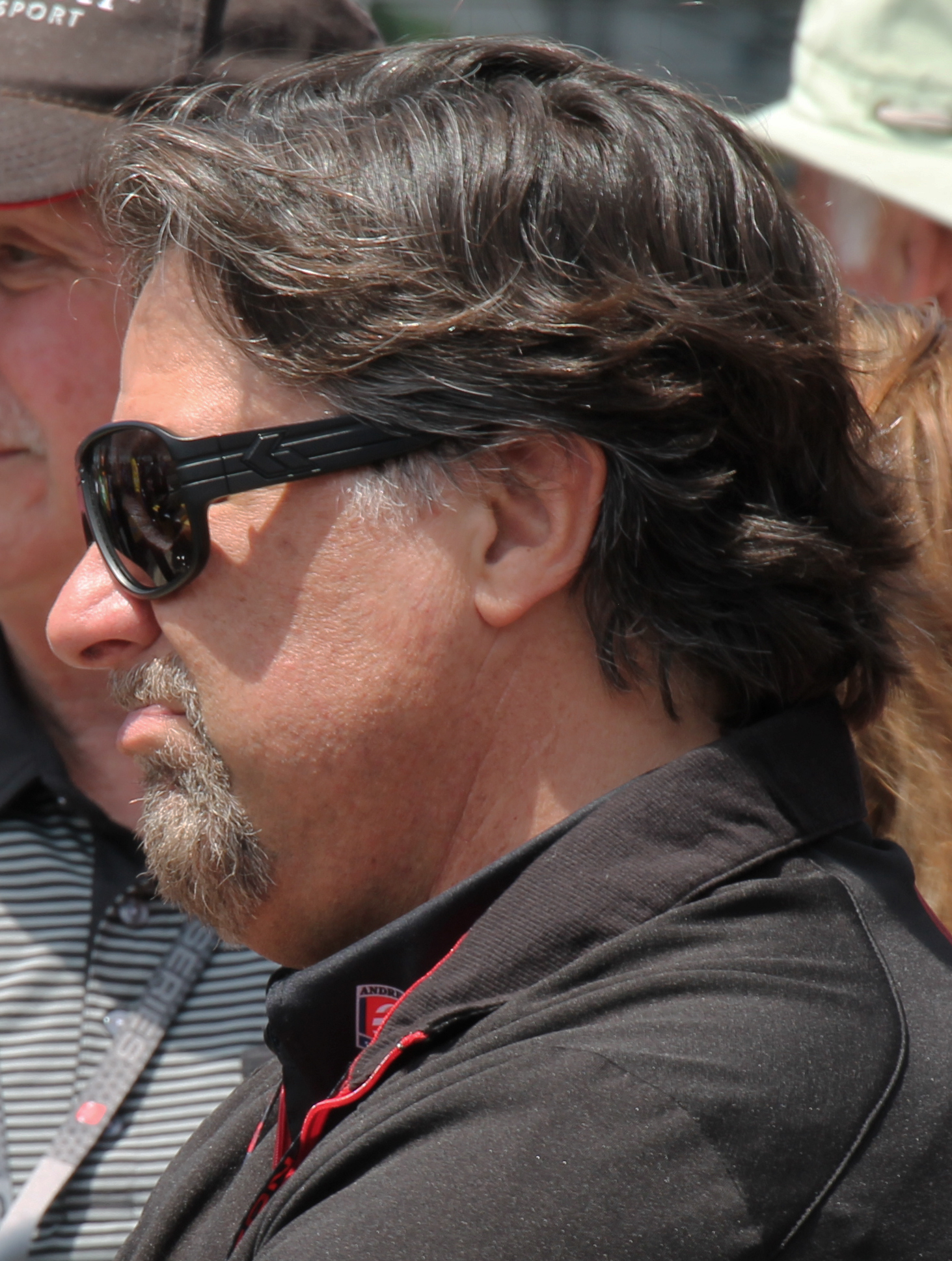
Michael Andretti, 2015

 Michael Andretti  va ser un pilot de curses automobilístiques estatunidenc que va arribar a disputar curses de la Fórmula 1.
Va néixer el 5 d'octubre del 1962 a Bethlehem, Pennsilvània, Estats Units. És fill de l'excampió de F1 Mario Andretti.

## A la F1
Michael Andretti va debutar a la primera cursa de la temporada 1993 (la 44a temporada de la història) del campionat del món de la Fórmula 1, disputant el 14 de març del 1993 el G.P. de Sud-àfrica al circuit de Kyalami.
Va participar en un total de tretze curses puntuables pel campionat de la F1, disputades totes a la temporada 1993 aconseguint un tercer lloc com millor classificació en una cursa i assolí set punts pel campionat del món de pilots.

## Resultats a la Fórmula 1
| Any  | Equip            | Xassís  | Motor | 1       | 2       | 3       | 4       | 5     | 6     | 7      | 8     | 9       | 10      | 11      | 12    | 13    | 14  | 15  | 16  | Posició | Punts |
| ---- | ---------------- | ------- | ----- | ------- | ------- | ------- | ------- | ----- | ----- | ------ | ----- | ------- | ------- | ------- | ----- | ----- | --- | --- | --- | ------- | ----- |
| 1993 | Marlboro McLaren | McLaren | Ford  | SUD Ret | BRA Ret | EUR Ret | SMR Ret | ESP 5 | MON 8 | CAN 14 | FRA 6 | GBR Ret | ALE Ret | HUN Ret | BEL 8 | ITA 3 | POR | JPN | AUS | 11è     | 7     |

### Resum
| Curses: | Victòries: | Pòdiums: | Poles: | Voltes ràpides: | Punts: |
| ------- | ---------- | -------- | ------ | --------------- | ------ |
| 13 (13) | 0          | 1        | 0      | 0               | 7      |